# Grace Kelly (Musikerin)

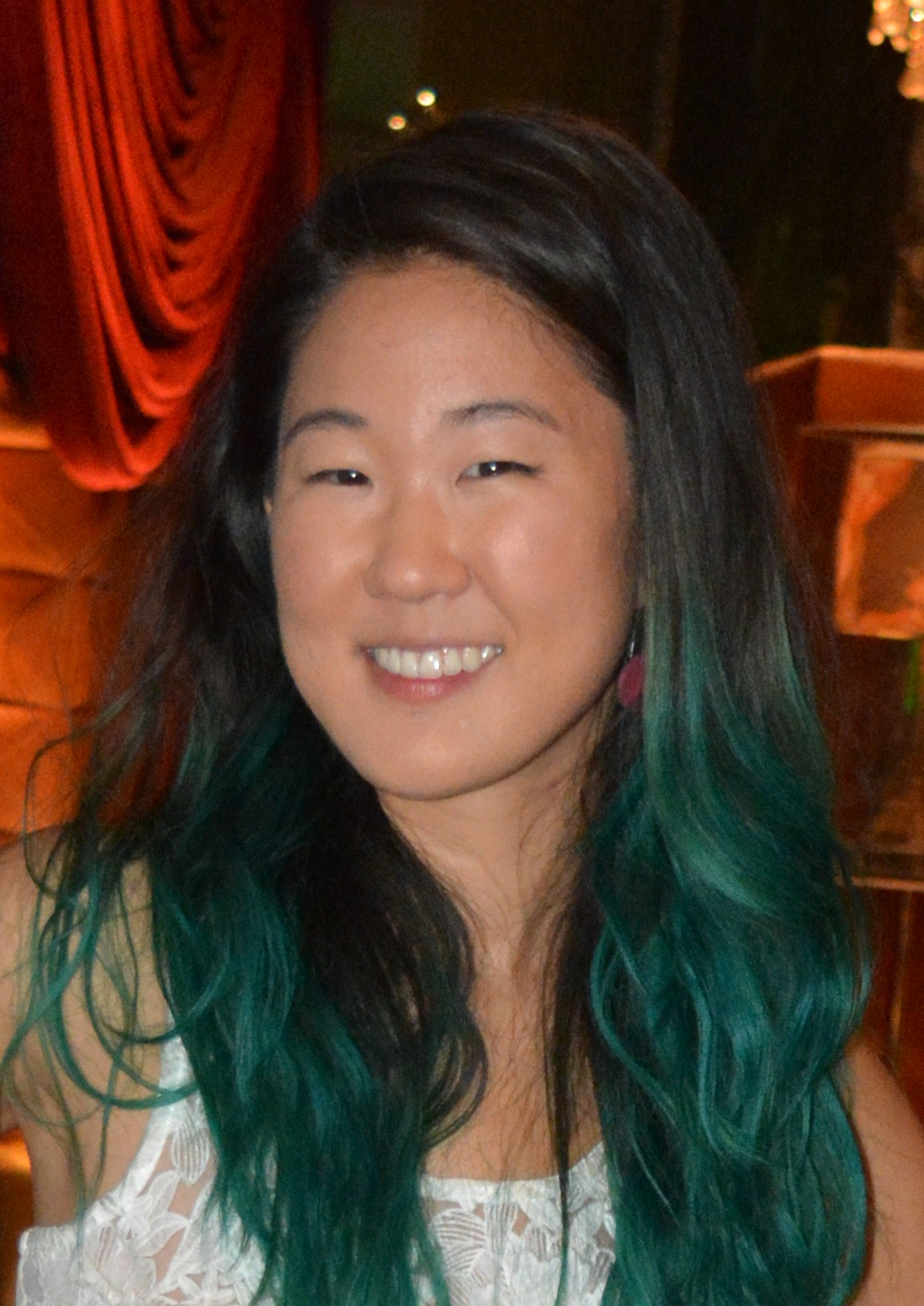
Grace Kelly, 2015

Grace Kelly (* 15. Mai 1992 als Grace Chung in Wellesley, Massachusetts) ist eine US-amerikanische Jazzmusikerin (Saxophon, Klarinette, Flöte, Piano, Schlagzeug, Gesang) und Komponistin.

## Leben und Wirken
Grace Kelly hat asiatische Wurzeln; ihre Eltern wanderten aus Südkorea ein. Sie wuchs in Brookline (Massachusetts) auf; nach der erneuten Heirat ihrer Mutter nahm sie den irischen Nachnamen ihres Stiefvaters an, der sie adoptierte. Mit sechs Jahren hatte sie Klavierunterricht; mit sieben schrieb sie erste Songs. Auf der Highschool lernte sie Klarinette, um dann zum Saxophon zu wechseln. Nach ihrer Ausbildung am New England Conservatory of Music und ab 2008 am Berklee College of Music in Boston, wo sie Unterricht bei Lee Konitz, Jerry Bergonzi und Allan Chase hatte, arbeitete sie mit den Jazz-Veteranen Phil Woods und Frank Morgan. 
Bereits mit zwölf Jahren hatte sie ein erstes Album Dreaming auf dem Familienlabel Pazz Productions vorgelegt. Mit 16 Jahren hatte sie Auftritte in Jazz-Veranstaltungsorten wie dem Birdland, Scullers, dem Kennedy Center und der Carnegie Hall, wo sie mit Dave Brubeck, Wynton Marsalis, Hank Jones, Dianne Reeves und Phil Woods auf der Bühne stand. 2008 trat sie in Marian McPartlands NPR-Sendung Piano Jazz auf. 2016 veröffentlichte Kelly ihre mittlerweile zehnte CD mit dem Titel Trying to Figure It Out.
Neben Jazzstandards wie I’ll Remember April, Stardust oder It Might as Well Be Spring  integriert sie in ihr Repertoire auch Coverversionen von Popsongs, etwa von Bill Withers Ain't No Sunshine oder Stevie Wonders Signed, Sealed, Delivered, I'm Yours. Ihre Vorbilder auf dem Altsaxophon, ihrem Hauptinstrument, sind Charlie Parker, Jackie McLean, Phil Woods, Sonny Stitt und Cannonball Adderley; auf dem Sopran- und dem Tenorsaxophon sind Einflüsse von Wayne Shorter, John Coltrane und Stan Getz zu hören.

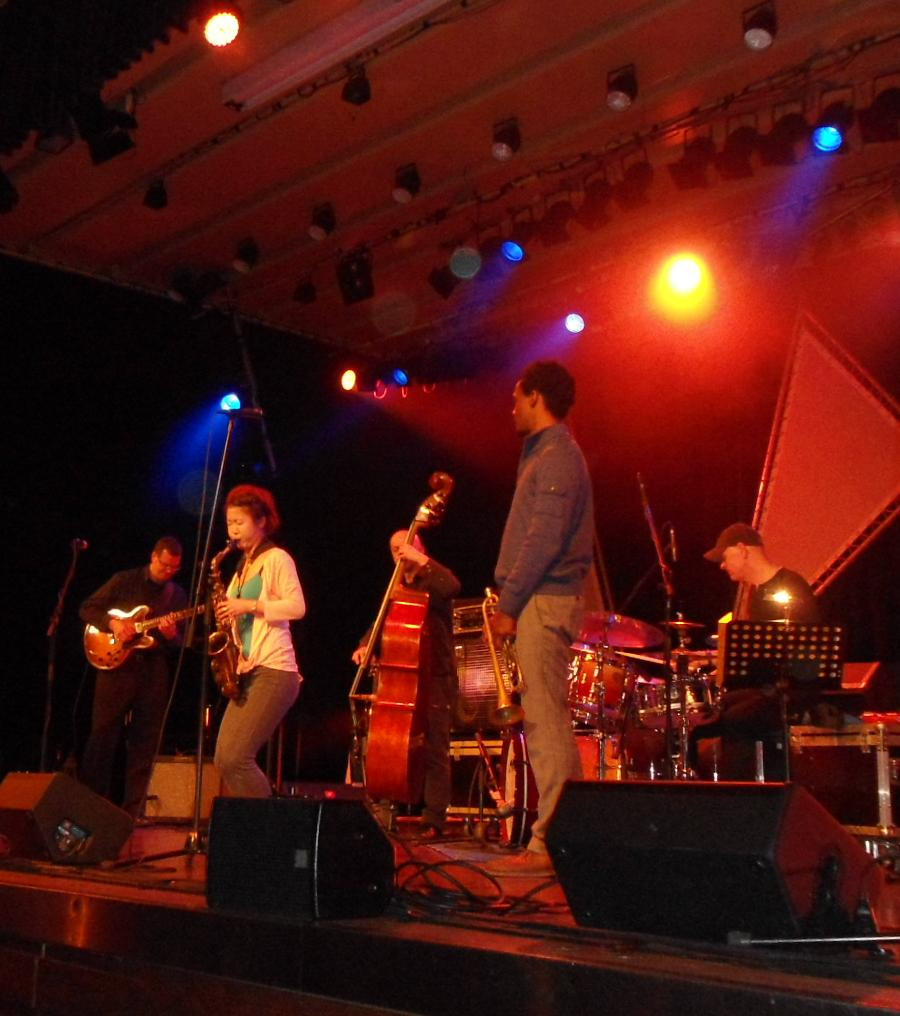
Grace Kelly beim Jazzfestival St. Ingbert 2013

## Auszeichnungen
2007 war Kelly erstmals Preisträgerin des Young Jazz Composers Award der ASCAP Foundation. Der Downbeat zeichnete Kelly beim jährlich vergebenen Student Music Award aus; weitere Preise erhielt sie als Beste Saxophon Solistin, Beste Vokalistin, Beste Original-Komposition und Hervorragende Performance. Auf dem Lionel Hampton Jazz Festival wurde sie als Vokalistin und Holzbläserin in ihrer Altersklasse ausgezeichnet.

## Diskographische Hinweise
- Times Too (2005) mit Doug Johnson, John Lockwood und Yoron Israel
- Every Road I Walked (2006)
- Graceful-Lee (2008) mit Lee Konitz, Russell Malone, Rufus Reid und Matt Wilson
- Mood Changes (2009) mit Hal Crook
- Live at Scullers (PAZZ, 2013)